# Saint-Denis-de-Mailloc
Saint-Denis-de-Mailloc és un municipi francès situat al departament de Calvados i a la regió de Normandia. L'any 2007 tenia 320 habitants.

## Demografia

### Població
El 2007 la població de fet de Saint-Denis-de-Mailloc era de 320 persones. Hi havia 124 famílies de les quals 24 eren unipersonals (12 homes vivint sols i 12 dones vivint soles), 56 parelles sense fills i 44 parelles amb fills.
La població ha evolucionat segons el següent gràfic:
Habitants censats

### Habitatges
El 2007 hi havia 148 habitatges, 128 eren l'habitatge principal de la família, 16 eren segones residències i 4 estaven desocupats. 146 eren cases i 1 era un apartament. Dels 128 habitatges principals, 117 estaven ocupats pels seus propietaris, 7 estaven llogats i ocupats pels llogaters i 4 estaven cedits a títol gratuït; 2 tenien dues cambres, 22 en tenien tres, 35 en tenien quatre i 69 en tenien cinc o més. 46 habitatges disposaven pel capbaix d'una plaça de pàrquing. A 51 habitatges hi havia un automòbil i a 66 n'hi havia dos o més.

### Piràmide de població
La piràmide de població per edats i sexe el 2009 era:
| Homes | Edats   | Dones |
| ----- | ------- | ----- |
| 0     | 95 o +  | 0     |
| 0     | 90 a 94 | 0     |
| 0     | 85 a 89 | 0     |
| 0     | 80 a 84 | 0     |
| 0     | 75 a 79 | 0     |
| 8     | 70 a 74 | 4     |
| 4     | 65 a 69 | 12    |
| 16    | 60 a 64 | 24    |
| 24    | 55 a 59 | 12    |
| 12    | 50 a 54 | 20    |
| 24    | 45 a 49 | 16    |
| 8     | 40 a 44 | 8     |
| 16    | 35 a 39 | 4     |
| 8     | 30 a 34 | 16    |
| 8     | 25 a 29 | 4     |
| 0     | 20 a 24 | 0     |
| 8     | 15 a 19 | 0     |
| 12    | 10 a 14 | 12    |
| 4     | 5 a 9   | 12    |
| 0     | 0 a 4   | 8     |

## Economia
El 2007 la població en edat de treballar era de 183 persones, 117 eren actives i 66 eren inactives. De les 117 persones actives 109 estaven ocupades (67 homes i 42 dones) i 8 estaven aturades (3 homes i 5 dones). De les 66 persones inactives 34 estaven jubilades, 15 estaven estudiant i 17 estaven classificades com a «altres inactius».

### Ingressos
El 2009 a Saint-Denis-de-Mailloc hi havia 123 unitats fiscals que integraven 312 persones, la mediana anual d'ingressos fiscals per persona era de 17.706 €.

### Activitats econòmiques
Dels 11 establiments que hi havia el 2007, 1 era d'una empresa de fabricació d'altres productes industrials, 4 d'empreses de construcció, 3 d'empreses de comerç i reparació d'automòbils, 1 d'una empresa d'hostatgeria i restauració, 1 d'una empresa d'informació i comunicació i 1 d'una empresa de serveis.
Dels 6 establiments de servei als particulars que hi havia el 2009, 1 era un taller de reparació d'automòbils i de material agrícola, 1 fusteria, 1 lampisteria, 1 electricista, 1 empresa de construcció i 1 restaurant.
L'any 2000 a Saint-Denis-de-Mailloc hi havia 10 explotacions agrícoles que ocupaven un total de 216 hectàrees.

## Poblacions més properes
El següent diagrama mostra les poblacions més properes.